# Mario Ilievski
Mario Ilievski (macedón: Марио Илиевски; Szkopje,  2002. február 24. –) macedón profi labdarúgó, a CSZKA 1948 Szófia csapatában játszik.

## Pályafutása

### Klubcsapatokban
A szkopjei születésű Ilievski 2018 nyaráig Észak-Macedóniában játszott a Vardar ifjúsági csapatában, amikor is 16 évesen átigazolt a macedón második labdarúgó-bajnokságban szereplő Vardar Negotinóhoz. Egy szezont a Vardar Negotinóban töltött, majd 2019 októberében teljesítette első nemzetközi átigazolását azzal, hogy aláírt a Septemvri Sofia klubhoz, amely a második bolgár ligában szerepel.
A 2019–20-as szezonban a klub kölcsönadta Macedóniának, ahol a GFK Tikveshhez szerződött. Ilievski 7 meccsen szerepelt a Tikvesh színeiben, és 2 gólt szerzett, de a szezon a koronajárvány miatt leállt. 2020 júliusában visszatért a Septemvrihez, és még 2 évet játszott, összesen 68 válogatott meccset és 29 gólt szerzett a klubjában.
2022. július 12-én a magyar labdarúgó-bajnokság első osztályában szereplő Kisvárdához igazolt.

### A válogatottban
Rendszeresen tagja volt a macedón U-19-es és U-21-es válogatottnak, ahol néhány alkalommal csapatkapitánynak is kiválasztották.

## Fordítás
- Ez a szócikk részben vagy egészben  a   Mario Ilievski című angol Wikipédia-szócikk ezen változatának fordításán alapul.  Az eredeti cikk szerkesztőit annak laptörténete sorolja fel. Ez a jelzés csupán a megfogalmazás eredetét és a szerzői jogokat jelzi, nem szolgál a cikkben szereplő információk forrásmegjelöléseként.